# Suchań
Suchań (en allemand : Zachan) est une ville de la voïvodie de Poméranie occidentale, dans le nord-ouest de la Pologne. Elle est le siège de la gmina de Suchań, dans le powiat de Stargard.

## Histoire
De 1818 à 1945, Zachan fait partie de l'arrondissement de Saatzig dans le district de Stettin au sein de la province de Poméranie